# Danica Roemová
Danica Roemová, nepřechýleně Roem (* 30. září 1984 Manassas, Virginie) je americká politička a bývalá novinářka, která se v listopadu 2017 stala první otevřeně transgender osobou přímo zvolenou do veřejné funkce v USA, která do postu nastoupila. Mezi lety 2018–2024 Reprezentovala 13. obvod v dolní komoře parlamentu státu Virginie, od ledna 2024 reprezentuje 30. obvod v horní komoře.

## Osobní život
Narodila se v roce 1984 ve městě Manassas, které je součástí washingtonské metropolitní oblasti. V tomto městě strávila většinu svého života s výjimkou 4 let na soukromé univerzitě St. Bonaventure University ve státě New York, kde v roce 2006 získala titul B.A. v oboru žurnalistiky. Změnu genderové identity z muže na ženu začala v roce 2012 a od roku 2013 se veřejně identifikuje jako žena. Do roku 2016 pracovala jako novinářka. V roce 2022 vyšla její autobiografická kniha Burn the Page.

## Politická kariéra
Ve volbách do virginského parlamentu v roce 2017 kandidovala ve 13. obvodu – sestávajícího z části okresu Prince William County a města Manassas Park, které obklopují Manassas – za Demokraty proti úřadujícímu Republikánovi Robertu Marshallovi, který zastával post poslance 26 let a při opětovném zvolení by nastoupil ke svému 14. období. Marshall sám sebe označoval za „vrchního virginského homofoba“, odmítal se zúčastnit volební debaty s Roemovou a otevřeně neuznával její identitu. Hlavním bodem kampaně Roemové bylo snížení zátěže virginské státní silnici číslo 28. Volby vyhrála se ziskem 53,72 % proti Marshallovým 45,89 %.
Do svého druhého volebního období byla Roemová znovuzvolena v listopadu 2019, když porazila Kelly McGinnovou z Republikánské strany výsledkem 55,91 % – 43,89 %. Ve třetích volbách v listopadu 2021 získala 54,19 % hlasů a porazila tak Chrise Stonea s 45,63 %.
V květnu 2022 oznámila záměr kandidovat do horní komory parlamentu Virginie ve volbách na podzim 2023, konkrétně v nově vytvořeném 30. senátním obvodu, který obsahuje většinu jejího dosavadního obvodu a Manassas. Několik dní před volbami jí a šesti dalším kandidátům do senátu vyjádřili podporu prezident Joe Biden a viceprezidentka Kamala Harrisová. Ve volbách porazila Republikána Billa Woolfa, bývalého policistu, který měl podporu guvernéra Youngkina, výsledkem 51,5 % – 48,2 %. Stala se po Sarah McBrideové z Delawaru druhou transgender osobou zvolenou do horní komory jednoho ze států USA.